# Échenilleur de Maurice
Lalage typica
Espèce
Synonymes
- Coracina typica (Hartlaub, 1865)[2]

Statut de conservation UICN

 VU D1+2 : Vulnérable
L'Échenilleur de Maurice (Lalage typica), aussi dit campéphage de Maurice, et localement merle cuisinier, est une espèce d'oiseaux de la famille des Campephagidae endémique de l'île Maurice, dans l'océan Indien. Il est aujourd'hui menacé.

## Répartition et habitat
Il vit dans la canopée des forêts denses de l'île, notamment à Bassin Blanc ou dans la réserve naturelle Macchabee-Bel Ombre.
On estimait la population à environ 200 couples dans les années 1970. La raréfaction intervenue depuis serait due à la déforestation et donc à la destruction de l'habitat de l'espèce.

## Taxonomie
Cette espèce faisait auparavant partie du genre Coracina. Elle a été rattachée au genre Lalage par la classification de référence du Congrès ornithologique international (version 8.2, 2018) sur des critères phylogéniques.

## Divers
L'espèce a déjà été représentée sur un timbre de la Poste mauricienne d'une valeur faciale de vingt cents exprimée en roupies.